# Communailles-en-Montagne
Communailles-en-Montagne ist eine Ortschaft und eine Commune déléguée in der französischen Gemeinde Mignovillard mit 54 Einwohnern (Stand 1. Januar 2017) im Département Jura in der Region Bourgogne-Franche-Comté.

## Geographie
Communailles-en-Montagne liegt auf 848 m, etwa 16 Kilometer ostnordöstlich der Stadt Champagnole (Luftlinie). Das Bauerndorf erstreckt sich im Jura, am Rand der ausgedehnten Hochfläche, die östlich an das Val de Mièges anschließt, über dem Tälchen des Ruisseau du Martinet.
Die Fläche der 4,01 km² großen Commune déléguée umfasst einen Abschnitt des französischen Juras. Der nördliche Teil des Gebietes wird von einer Hochfläche eingenommen, die durchschnittlich auf 860 m liegt. Sie weist nur sehr geringe Reliefunterschiede auf und ist hauptsächlich von Wies- und Weideland bedeckt. Südlich des Dorfes befindet sich die Talmulde des Ruisseau du Martinet, der an der westlichen Grenze der Commune déléguée in die Serpentine (Zufluss des Ain) mündet. Mit 880 m wird am östlichen Rand der Commune déléguée nahe bei Petit-Villard die höchste Erhebung von Communailles-en-Montagne erreicht.
Zur Commune déléguée Communailles-en-Montagne gehört der Weiler Boucherans (800 m) am Ruisseau du Martinet. Nachbargemeinden von Communailles-en-Montagne waren Censeau und Bief-du-Fourg im Norden, Mignovillard im Süden sowie Molpré im Westen.

## Geschichte
Erstmals urkundlich erwähnt wird Communailles im Jahr 1275. Der Ortsname leitet sich vom altfranzösischen Wort comunaille her und bedeutet so viel wie gemeinsames Weideland. Im Mittelalter gehörte das Dorf zur Herrschaft Nozeroy. Zusammen mit der Franche-Comté gelangte das Dorf mit dem Frieden von Nimwegen 1678 an Frankreich. Im 18. Jahrhundert wurde Communailles durch einen Dorfbrand schwer in Mitleidenschaft gezogen. Zu einer Gebietsveränderung kam es 1813, als das vorher selbständige Boucherans nach Communailles eingemeindet wurde. 1916 wurde die Gemeinde offiziell in Communailles-en-Montagne umbenannt. Die Gemeinde wurde am 1. Januar 2016 nach Mignovillard eingemeindet.

## Bevölkerung
| Bevölkerungsentwicklung | Bevölkerungsentwicklung |
| Jahr                    | Einwohner               |
| ----------------------- | ----------------------- |
| 1962                    | 51                      |
| 1968                    | 45                      |
| 1975                    | 39                      |
| 1982                    | 40                      |
| 1990                    | 38                      |
| 1999                    | 42                      |
| 2004                    | 52                      |
| 2013                    | 48                      |

Mit zuletzt 48 Einwohnern (Stand 1. Januar 2013) gehörte Communailles-en-Montagne zu den kleinsten Gemeinden des Départements Jura. Nachdem die Einwohnerzahl in der ersten Hälfte des 20. Jahrhunderts markant abgenommen hatte (1886 wurden noch 135 Personen gezählt), wurden seit Beginn der 1970er Jahre nur noch geringe Schwankungen verzeichnet.

## Wirtschaft und Infrastruktur
Communailles-en-Montagne war bis weit ins 20. Jahrhundert hinein ein vorwiegend durch die Landwirtschaft, insbesondere Milchwirtschaft und Viehzucht geprägtes Dorf. Noch heute leben die Bewohner zur Hauptsache von der Tätigkeit im ersten Sektor. Außerhalb des primären Sektors gibt es nur wenige Arbeitsplätze im Dorf. Einige Erwerbstätige sind auch Wegpendler, die in den umliegenden größeren Ortschaften ihrer Arbeit nachgehen.
Die Ortschaft liegt abseits der größeren Durchgangsstraßen an einer Departementsstraße, die von Nozeroy nach Frasne führt. Weitere Straßenverbindungen bestehen mit Censeau und Bonnevaux.